# Tradimenti (serie televisiva)
Tradimenti (Betrayal) è una serie televisiva statunitense sviluppata da David Zabel e trasmessa durante la stagione televisiva 2013-2014 sulla ABC. Si basa sul drama olandese Overspel, trasmesso dall'emittente VARA nel 2011.

## Trama
La giovane fotografa Sara Hanley, infelice della sua vita matrimoniale, inizia una relazione con l'avvocato Jack McAllister, figlio di una potente famiglia ed anch'esso insoddisfatto della propria vita coniugale. Quando Sara scopre che Jack è l'avvocato difensore di un criminale accusato dal marito, procuratore distrettuale, capirà che le cose diventeranno sempre più complicate.

## Personaggi e interpreti

### Personaggi principali
- Sara Hanley, interpretata da Hannah Ware, doppiata da Selvaggia Quattrini
- Jack McAllister, interpretato da Stuart Townsend, doppiato da Massimiliano Manfredi
- Drew Stafford, interpretato da Chris Johnson, doppiato da Alessandro Quarta
- Elaine McAllister, interpretata da Wendy Moniz, doppiata da Laura Boccanera
- T.J. Karsten, interpretato da Henry Thomas, doppiato da Nanni Baldini
- Victor McAllister, interpretato da Braeden Lemasters, doppiato da Manuel Meli
- Valerie McAllister, interpretata da Elizabeth McLaughlin, doppiata Sara Labidi
- Thatcher Karsten, interpretato da James Cromwell, doppiato da Dario Penne

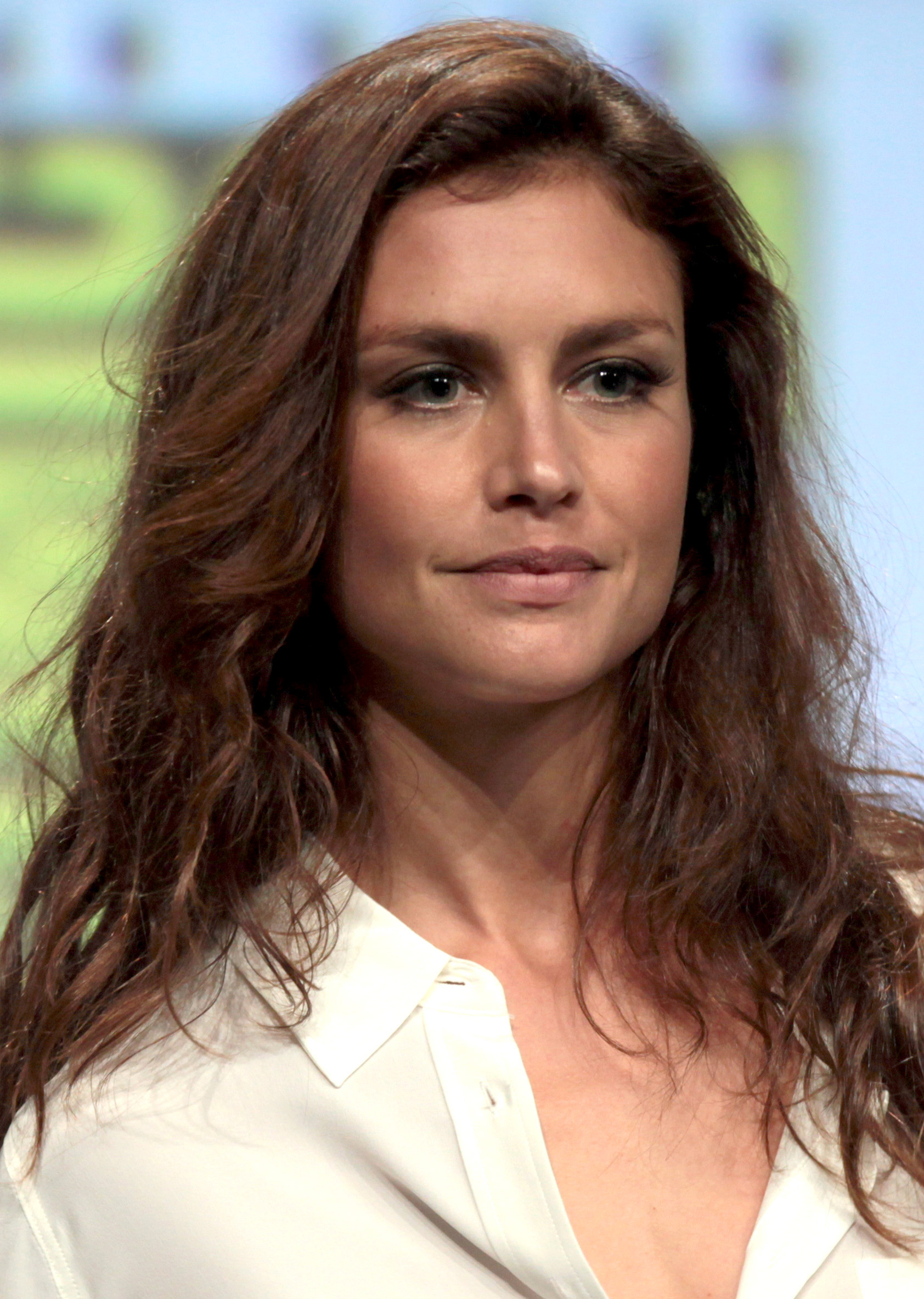
Hannah Ware interpreta Sara Hanley
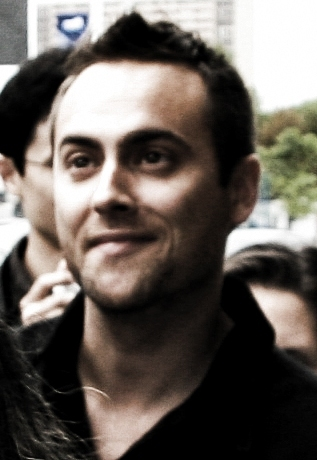
Stuart Townsend interpreta Jack McAllister
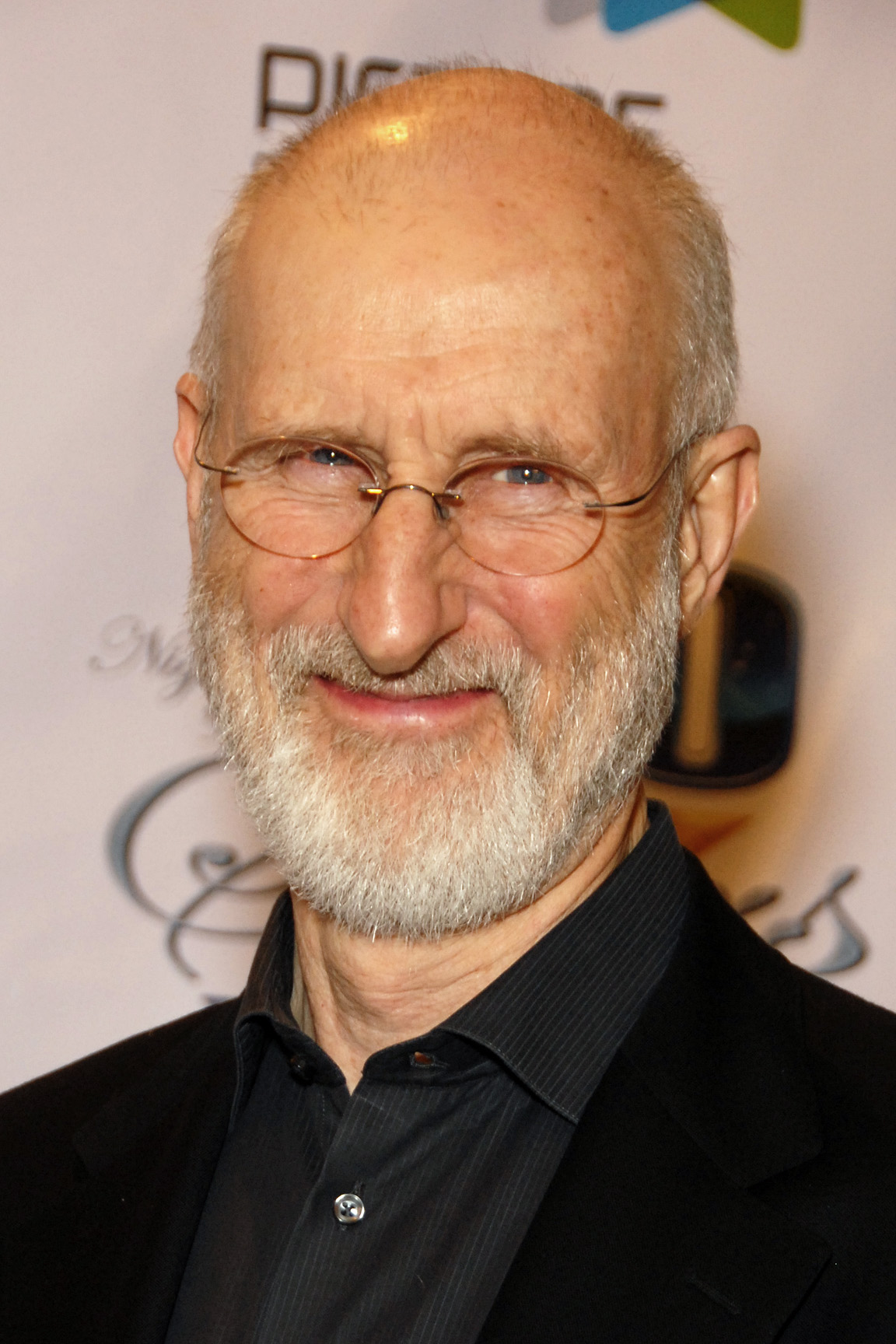
James Cromwell interpreta Thatcher Karsten

### Personaggi secondari
- Constance Mrozek, interpretata da Carmen Roman, doppiata da Anna Rita Pasanisi
- Oliver, interpretato da Maxwell Jenkins, doppiato da Alessandro Carloni
- Alissa Barnes, interpreta Merrin Dungey, doppiata da Barbara Castracane
- Brandy Korskaya, interpretata da Helena Mattsson, doppiata da Francesca Manicone
- Aidan, interpretato da Brendan Hines, doppiato da Giorgio Borghetti
- Serena Sanguillen, interpretata da Roxana Russo, doppiata da Patrizia Burul
- Jules, interpretata da Sofia Black D'Elia, doppiata da Veronica Puccio
- Orestes, interpretato da James Vincent Meredith, doppiato da Roberto Draghetti
- Zarek Pawlowski, interpretato da Jason Butler Harner, doppiato da Stefano Benassi
- Nate Greene, interpretato da Adam Shapiro, doppiato da Edoardo Stoppacciaro

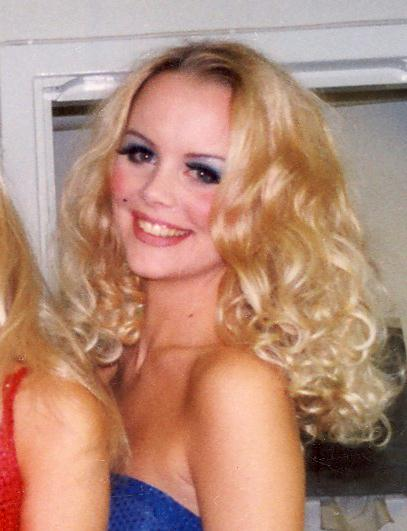
Helena Mattsson interpreta Brandy Korskaya
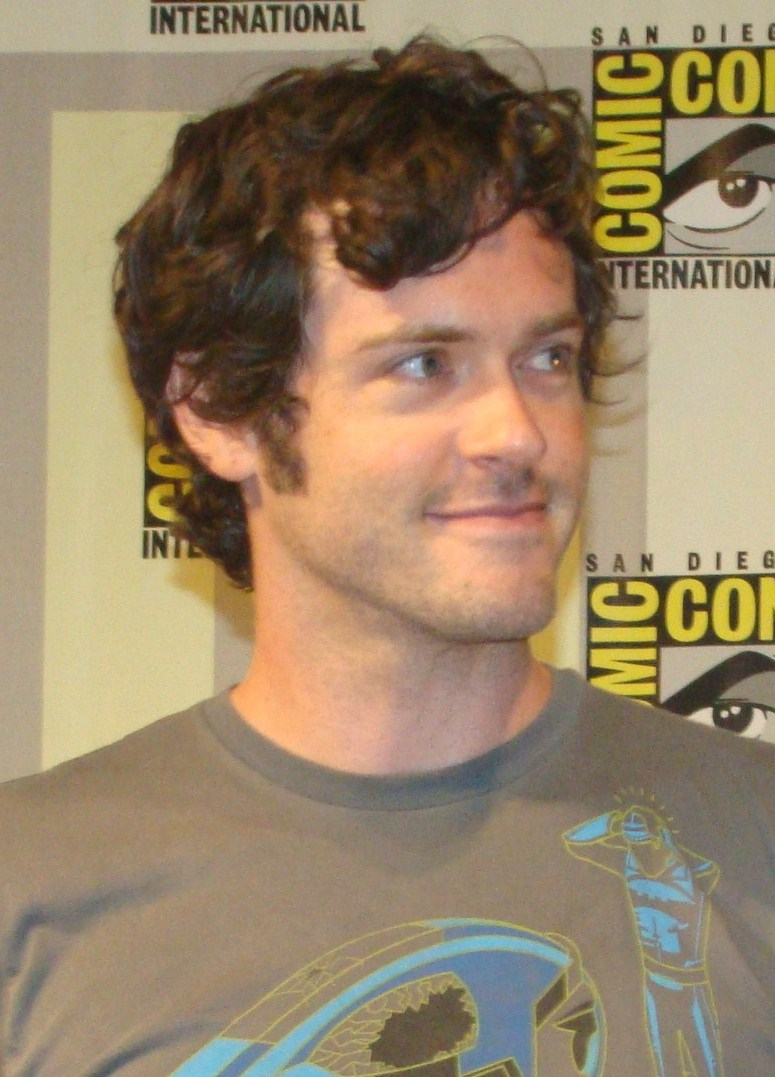
Brendan Hines interpreta Aidan
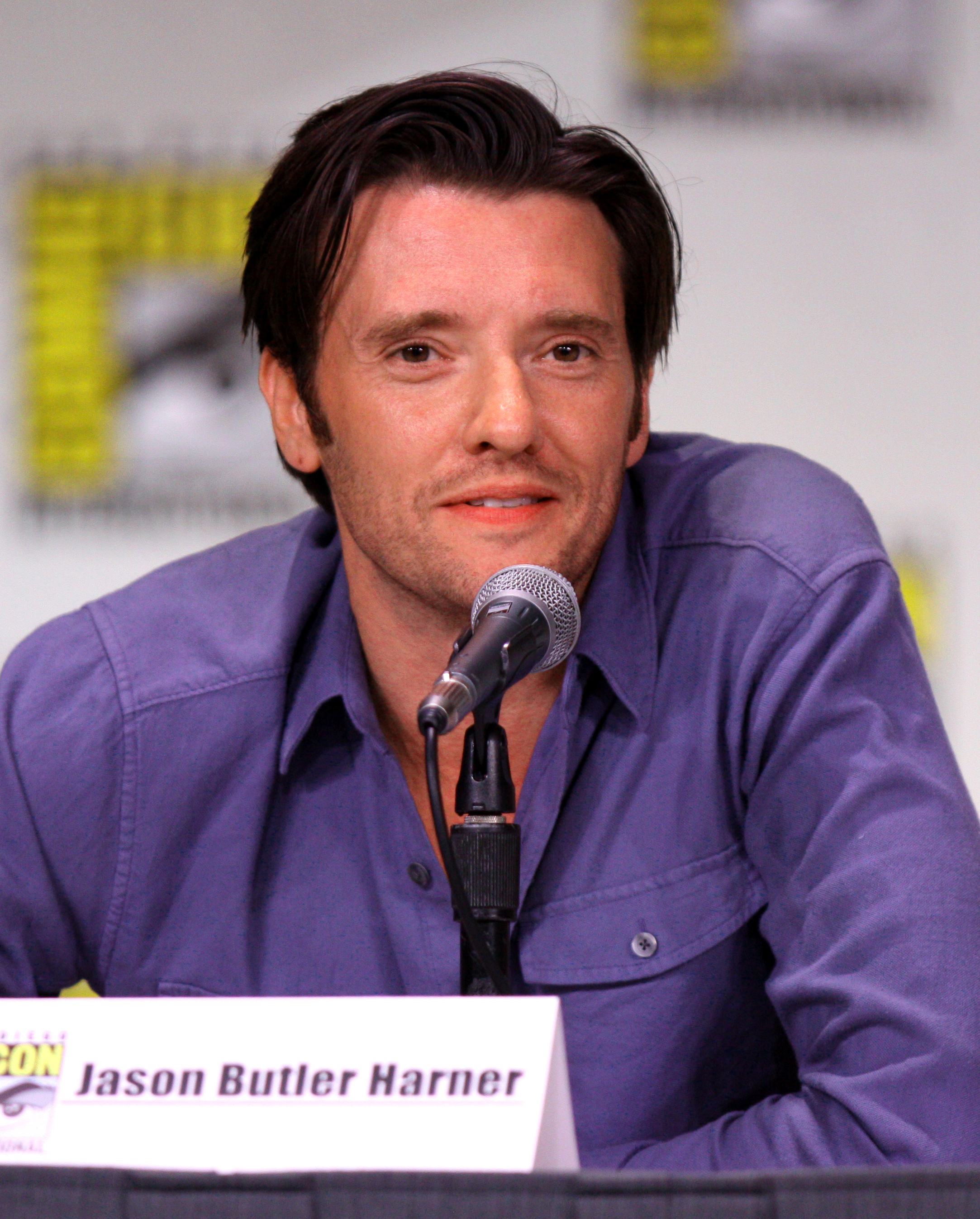
Jason Butler Harner interpreta Zarek Pawlowski

## Episodi
| Stagione       | Episodi | Prima TV USA | Prima TV Italia |
| -------------- | ------- | ------------ | --------------- |
| Prima stagione | 13      | 2013-2014    | 2014            |

Dopo il flop della trasmissione in prima serata delle prime due puntate, con ascolti sotto i due milioni di spettatori e share inferiore al 10%, Rai 1 ha retrocesso la serie americana alla seconda serata di mercoledì.

## Produzione
Il progetto è stato presentato alla ABC nel mese di agosto 2012. Il 31 gennaio 2013, il network ha ordinato il pilot. Il 10 maggio 2013, durante gli upfronts, la rete ha ordinato la prima stagione. La serie è stata cancellata al termine della prima stagione.